# ذبابة راقصة
ذبابة راقصة أو ذبابة منزلية صغيرة أصغر بقليل، تطول من 3.5 إلى 6 مم، من الذبابة المنزلية الشائعة. تشتهر بعادتها في دخول المباني والطيران حركاتها سريعة ومختلفة الاتجاهات. تتغذى اليرقات على جميع أنواع المواد العضوية المتحللة بما في ذلك الجيف فهي هواكة.